# Операція «Юг»
Радянська Депортація Бессарабії і Північної Буковини, також відома під назвою Операція «Південь» (рос. Операция «Юг») — масова депортація, проведена Міністерством державної безпеки СРСР в Молдові.

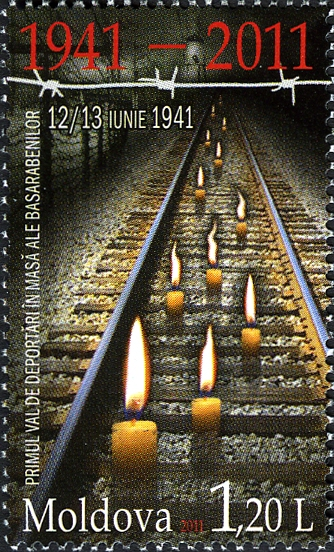
Поштова марка до 70-річчя першої хвилі депортації

## Підготовка
6 лютого 1949 року Рада Міністрів СРСР прийняла ухвалу про виселення з території Молдови «колишніх поміщиків, великих торговців, активних пособників німецьким окупантам, осіб, які співпрацювали з німецькими органами поліції, учасників профашистських партій і організацій, білогвардійців, а також сімей всіх вищеперелічених категорій».
У квітні уповноважений МДБ СРСР по Молдавії генерал-майор Єрмолін спільно з керівництвом МДБ республіки розділив всю її територію на 8 секторів. Незабаром сюди стали прибувати тисячі вантажних машин під приводом вивезення зерна, а в дійсності для перевезення депортованих з сіл до залізничних станцій.
10 травня було затверджено назву майбутньої операції — «Південь» (рос. Операция «Юг») .

## Реалізація
Сама операція розпочалася о 2 годині ночі 6 липня і закінчилася о 8 годині вечора 7 липня 1949 року. Її реалізацію забезпечили 4496 осіб оперативного складу (з них 90 % були прикомандировані з інших республік СРСР), а також 13 774 солдатів і офіцерів військ МДБ 24 705 чоловік партійного активу.
МДБ Молдавської РСР оформило справи на виселення 12 860 сімей. Однак 1 567 сімей змогли уникнути депортації. Багато з них врятувалися втечею, деякі вже перебували у колгоспах, або мали документи про службу членів сімей в Радянській Армії. Крім того, виселенню не підлягали хворі і каліки, а також сім'ї, які не мають працездатних членів.
У підсумку за допомогою 30 ешелонів (1 573 вагонів) з Молдавії були виселені 11 293 сім'ї або 35 050 осіб, у тому числі 9 745 чоловіків, 13 924 жінки і 11 381 дитина до п'ятнадцятирічного віку. Більшість депортованих було розміщено в Казахстані (9954 людини), в Омській (6085 людина) і Новосибірської (5787 осіб) областях, Красноярському краї (470 осіб), у Комі АРСР (352 людини).